# Esporte Clube Bahia
L'Esporte Clube Bahia és un club de futbol brasiler de la ciutat de Salvador a l'estat de Bahia.

## Història
L'EC Bahia va ser fundat l'1 de gener de 1931, per jugadors de dos clubs de la ciutat que havien decidit aturar les seccions de futbol, l'Associação Atlética da Bahia i el Clube Bahiano de Tênis. Otávio Carvalho en fou primer president. Els colors que adoptà el club foren el blau, el vermell i el blanc. El color blau representa l'AA da Bahia. El blanc representa al Tênis. El color vermell és un dels colors de la bandera de l'estat, Bahia. Els altres dos colors de la bandera també són el blau i el blanc. El 20 de febrer s'afilià a la Liga Bahiana de Desportos Terrestres. El 25 d'octubre de 1931 el club guanyà el seu primer Campionat baiano. El major triomf esportiu del club, arribà el 1988, quan es proclamà campió del Campionat brasiler de futbol de primera divisió.
El logo de l'equip fou inspirat en el logo del SC Corinthians, canviant al bandera i, lògicament, el nom. La mascota és un superhome de tres colors (Super-Homem Tricolor).

## Estadi
El Bahia juga els seus partits a dos estadis, a Fonte Nova, inaugurat el 1951 i amb capacitat per a 68.000 persones, i a Pituaçu, amb capacitat per a 20.000.

## Jugadors destacats
| - Alencar - Baiaco - Beijoca - Bobô - Carlito - Charles Fabian | - Cláudio Adão - Daniel Alves - Douglas - Eliseu - Jorge Wágner - Mário | - Marito - Nadinho - Nonato - Robert - Leone | - Roberto Rebouças - Rodolfo Rodríguez - José Sanfilippo - Serginho - Uéslei |

## Palmarès
- 2 Campionat brasiler de futbol: 1959 (Taça Brasil), 1988
- 2 Copa Nordeste: 2001, 2002
- 1 Copa Norte-Nordeste: 1948
- 43 Campionat baiano: 1931, 1933, 1934, 1936, 1938, 1940, 1944, 1945, 1947, 1948, 1949, 1950, 1952, 1954, 1956, 1958, 1959, 1960, 1961, 1962, 1967, 1970, 1971, 1973, 1974, 1975, 1976, 1977, 1978, 1979, 1981, 1982, 1983, 1984, 1986, 1987, 1988, 1991, 1993, 1994, 1998, 1999, 2001